# تشانغ سي
تشانغ سي (بالصينية: 张思) هو لاعب كرة قدم صيني في مركز حراسة المرمى، ولد في 12 يونيو 1983 في بكين في الصين. شارك مع منتخب الصين تحت 20 سنة لكرة القدم. أما مع النوادي، فقد لعب مع نادي بكين سينوبو غوان.